# 基板工程

配線工程（BEOL、メタライズ層）と基板工程（FEOL、デバイス）

CMOS製造プロセス

基板工程またはフロントエンド（front-end-of-line、FEOL）とは半導体デバイス製造の最初の部分である。
基板工程では、それぞれのデバイス（トランジスタ、キャパシタ、抵抗など）が半導体にパターンとして形成される。 
1. 使用するウェハーのタイプを選択する。ウェハーを化学機械研磨、洗浄する。
2. 素子分離（LOCOSやシャロートレンチアイソレーション）
3. ウェル形成
4. ゲート形成(ゲート絶縁膜、金属ゲート電極)
5. サイドウォールスペーサー形成
6. ソース・ドレイン形成
7. キャパシタ形成（DRAM、FeRAMの場合）

## 引用
1. ↑  Karen A. Reinhardt and Werner Kern (2008). Handbook of Silicon Wafer Cleaning Technology (2nd ed.). William Andrew. p. 202. ISBN 978-0-8155-1554-8